# قنطور (كوكب صغير)

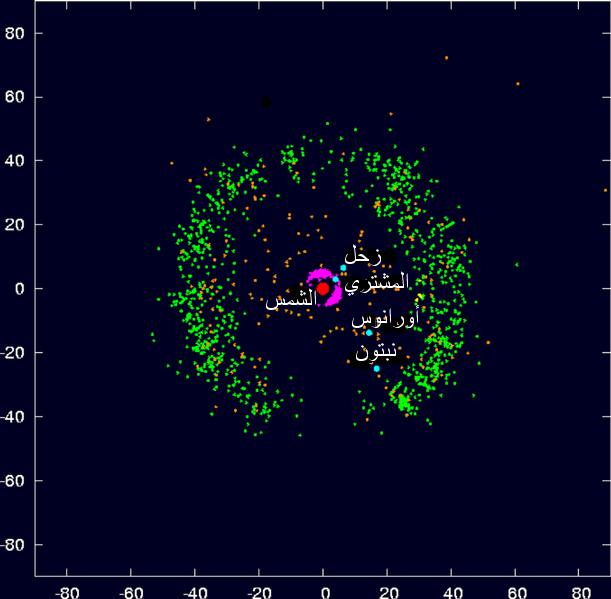
مواقع أجرام النظام الشمسي الخارجي المعروفة. القناطير هي الأجرام التي تظهر باللون البرتقالي، وتقع عموماً داخل حزام كايبر (بالأخضر) وخارج حزام الكويكبات (بالزهري).

القناطير هي نوع من الكواكب الصغيرة التي تملك مدارات غير مستقرة وتتشارك فيها كخصائص كل من الكويكبات والمذنبات؛ بعيدة عن الشمس. تقع مدارات القناطير بين مداري كوكبي المشتري ونبتون (في المنطقة التي تبعد من 9 إلى 30 و.ف عن الشمس)، وبما أن مداراتها غير مستقرة فإن جاذبية هذه الكواكب ستتسبّب خلال بضعة ملايين من السنين بقذفها إلى حافة النظام الشمسي أو بجذبها إلى النظام الشمسي الداخلي. وقد سُميت هذه الأجرام نسبة إلى مخلوقة القناطير الأسطوريّة. ويُصنف بعض الفلكيين القناطير على أنها أجرام مبعثرة من حزام كويبر.
أول جرم شبه قنطوري اكتشفه كان 944 هيدالغو في عام 1920. لكن وبالرغم من هذا لم يتم إدراك أن القناطير هي أجرام غير عاديّة[بحاجة لمصدر] إلى حين اكتشاف كايرون 2060 في عام 1977، إضافة إلى أن كايرون كان أول قنطور حقيقي يُكتشف (فخصائص الأول ليست مشابهة تماماً للقناطير المعتادة). أما أكبر القناطير المعروفة فهو  تشيركلو 10199  الذي يتراوح قطره بين 200 و250 كم.
لم يتم تصوير قنطور عن قرب من قبل، بالرغم من أن هناك دليلاً على أن قمر زحل المسمى فويب - والذي صورته مركبة كاسيني في عام 2004 - يُمكن أن يكون قنطوراً أسره زحل. وإضافة إلى ذلك اكتشف تلسكوب هبل الفضائي بعض تضاريس سطح القنطور  أسبولس 8405 .[بحاجة لمصدر]
العديد من القناطير والتي من أهمها كايرون تُظهر ذؤابة ونشاط مذنبات، بالرغم من أنها لا تملك ذيولاً. ولذلك فتصنّف هذه الأجرام كمذنبات وكويكبات في الآن ذاته. والسبب وراء خصائص المذنبات التي تُظهرها هذه القناطير ليس معروفاً جيداً بعد بالنسبة لمعظمها.

## التسمية
بعد اكتشاف كايرون - أول القناطير المعروفة - مباشرة أعطى له مركز الكواكب الصغيرة اسماً مؤقتاً هو "1977 UB"، وبعد تحديد مدار الكويكب ومساره أُعطيت لتشارلز كوال - مكتشفه - حريّة اختيار اسم له. وقد كان يُريد كوول اختيار الاسم بعناية، فأخذ يبحث عن اسم في الميثولوجيا القديمة. وأثناء بحثه تعرّف على القناطير، وهي مخلوقات خرافية من الميثولوجيا الإغريقية، نصفها إنسان ونصفها حصان. وتوجد عشرات الأسماء لقناطير مختلفة في الأدب والميثولوجيا القديمة، اختار من بينها القنطور «كايرون» (وهو أحد أكثر القناطير شهرة في الأساطير الإغريقية). وبعد اكتشاف ثاني كوكب صغير من القناطير سُمي «فولَس»، وهو أخ كايرون حسب الأساطير، وبعد ذلك درجت تسمية هذه المجموعة من الكواكب الصغيرة بـ«القناطير». وقد أصبحت تسمية هذه المجموعة من الأجرام بأسماء لقناطير من الميثولوجيا من ضمن شروط تسمية الأجرام الفلكية التي وضعها الاتحاد الفلكي الدولي.

## توزيعهم
مدارات القنطورات المعروفة :
يوضح الرسم البياني مدارات القنطورات المعروفة مقارنةً بمدارات الكواكب. بالنسبة لأجرام مختارة، يُمثل انحراف المدارات بأجزاء حمراء (تمتد من الحضيض إلى الأوج).

مدارات القنطورات المعروفة [ملاحظة 2

تُظهر مدارات القنطورات نطاقًا واسعًا من الانحراف المركزي، من شديدي الانحراف مثل(فولوس، أسبولوس، أميكوس ،و نيسوس) إلى أكثر دائرية (تشيركلو 10199 ؛  و ثيريوس وأوكيرهوي  اللذان يتقاطعان مع مدار زحل).
لتوضيح نطاق بيانات  المدارات، يُظهر الرسم التخطيطي بعض الأجرام ذات مدارات غير اعتيادية، مرسومة باللون الأصفر:
- يتبع الكويكب 1999 XS35 (أبولو) مدارًا شديد الانحراف (e = 0.947)، مما يؤدي به من داخل مدار الأرض (0.94 وحدة فلكية) إلى ما وراء نبتون (>34 وحدة فلكية).

- يتبع الكويكب 2007 TB434 مدارًا شبه دائري (e < 0.026).

- يتمتع الكويكب 2001 XZ255 بأقل ميل (i < 3 درجات)  بالنسبة إلى مسار الشمس.

- يُعد الكويكب 2004 YH32 واحدًا من نسبة ضئيلة من القنطورات ذات الميل ا الشديد (i > 60 درجة). يتبع مدارًا شديد الميل (79 درجة)، لدرجة أنه بينما يعبر من مسافة حزام الكويكبات من الشمس إلى ما بعد مسافة زحل؛ فإذا  سقطنا  مداره على مستوى مدار المشتري، فإنه لا يتجاوز حتى كوكب المشتري.

- يتبع أكثر من اثني عشر قنطورًا معروفًا مدارات رجعية. تتراوح ميلها من متواضعة (مثل 160 درجة لديوريتسا) إلى شديدة(i < 120°; مثل 105° لــ (342842) 2008 YB3)[8]).

```
. يعتقد  بشكل مثير للجدل أن 17 من هذه القناطورات الرجعية عالية الميل لها أصل بين نجمي.
```

## الخصائص الفيزيائية

### الشبه بالمذنبات

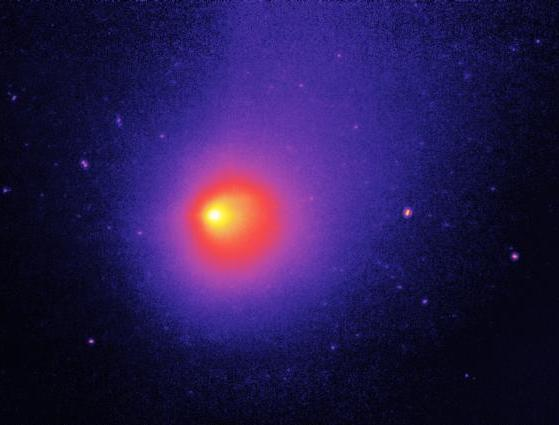
مذنب "29ب/سكواسمان-ووتشمان" الذي يُشار إليه أحياناً بأنه قنطور بسبب مداره.

أثناء أرصاد كايرون في عامي 1988 و1989 - عندما كان قرب حضيضه - عُثر على ذؤابة حوله (سحابة من الغاز والغبار تتبخر من سطحه). وبذلك فهو يُصنف الآن رسمياً كمذنب وكويكب في الآن ذاته، بالرغم من أنه أكبر بكثير من المذنبات النموذجية وهناك بعض الخلاف بشأنه. وقد رُصد نشاط مذنبات مشابه في قناطير آخرى، مثل «60558 إكيلس» الذي اكتشف وهو يُظهر ذؤابة، ومن ثم فصنف كمذنب بالرغم من أن مداره مدار قنطور.
لا يوجد فرق واضح في المدارات بين القناطير والمذنبات. فمثلاً «29ب/سكواسمان-ووتشمان» و«39ب/أوتِرما» يُشار إليهما أنهما قنطوران لأن مداريهما يُشبهان مدارات القناطير. الثاني منهما هو غير نشط حالياً، وقد كان نشطاً فقط قبل أن يضطرب مداره ويتحوّل إلى مدار قنطور بسبب جاذبية المشتري عام 1963. ومن المحتمل ألا يُظهر ذؤابة إذا كان حضيضه خلف مدار المشتري على بعد 5 وحدات فلكية من الشمس. ومن المحتمل أن يُقذف المذنب «78ب/غيريلز» إلى جزء بعيد من النظام الشمسي في عام 2200 ويُصبح مداره شبه قنطوري.

### البياض والقطر
لم يتم قياس قُطر القناطير حتى مدّة طويلة بعد اكتشافها، ومن ثم فلم يَتم حساب البياض أيضاً. لاحقاً تم قياس أقطار العديد من القناطير، والقليل فقط من هذه القياسات تمّ باستخدام التصوير المباشر أو الاحتجابات النجميّة. بشكل عام بياض القناطير ليس عالياً، فمتوسّطه يُقدر بـ0.075. وعموماً تملك القناطير بياضاً مخنفضاً وأقل من بياض أجرام حزام كايبر.

## نظريات التكون والبداية

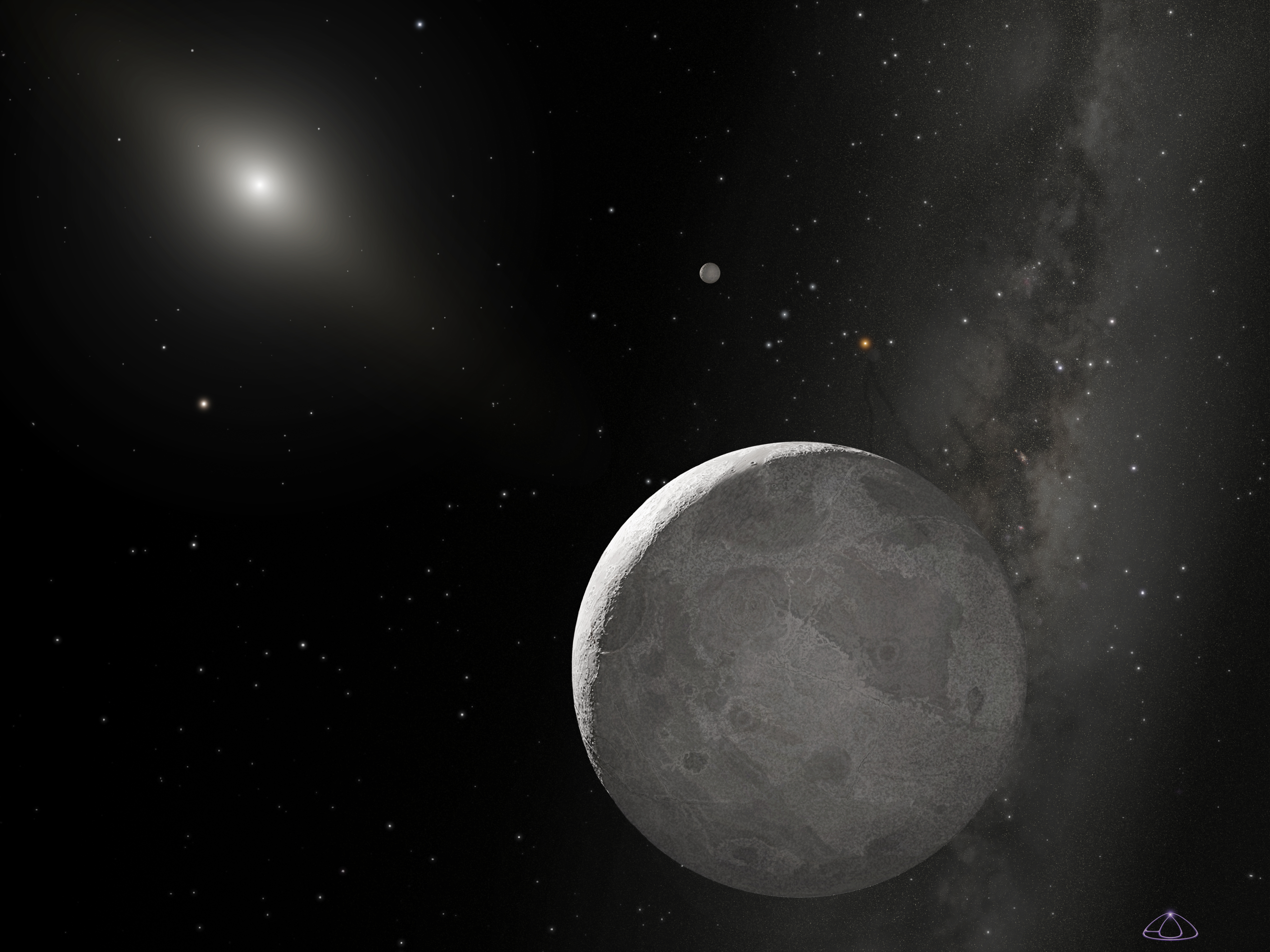
هناك اعتقادات بأن القناطير كانت جزءاً من حزام كويبر، ثم اضطربت مداراتها ديناميكيًا وسُحبت أقرب إلى الشمس.

أصبحت دراسة تطور القناطير منتشرة حديثاً لكن ما زالت تُعيقها المعلومات الفيزيائيّة المحدودة حول هذه المنطقة من النظام الشمسي. وقد أعدّت نماذج مختلفة حول كيفية تكوّن القناطير.
المحاكاة تدل على أن مدارات بعض أجرام حزام كويبر قد اضطربت ديناميكيًا وأدّت إلى سحب هذه الأجرام أقرب إلى الشمس متحوّلة إلى قناطير. لكن مع ذلك فأجرام القرص المبعثر هي أفضل المرشحين ديناميكيًا لاضطراب كهذا، بالرغم من أن ألوانها ليست متناسبة مع طبيعة القناطير اللونيّة. تملك البلتينوات (نوع من أجرام حزام كويبر) طبيعة لونيّة مشابهة للقناطير، وهناك اعتقادات بأن مدارات البلتينوات ليس مستقرّة بمقدار ما يُظن الآن (ومدى استقرارها حالياً مستمدّ من مقدار اضطراب بلوتو).
وحسب دراسة أخرى فإن مصدر القناطير القريبة من الشمس هو حزام كويبر والقرص المبعثر، حيث أن الدراسة تقدر مصدر معظم القناطير من منطقة يتراوح بعدها بين 28 و1,000 .و.ف من الشمس. في حين أنه يُعتقد - حسب الدراسة نفسها - أن القناطير البعيدة عن الشمس مصدرها هو سحابة أورط الواقعة على حافة النظام الشمسي.

## اقرأ أيضا
- 944 هيدالغو
- تشيركلو 10199 كويكب قنطور
- 54598 بينور  كويكب قنطور
- 55576 أميكوس كويكب قنطور
- كايرون 2060
- 8405 أسبولوس
- 20461 ديوريتسا